# Петров, Николай Васильевич (тракторист)
Никола́й Васи́льевич Петро́в (22 мая 1928 — 28 ноября 2015) — тракторист совхоза «Лужский» Лужского района Ленинградской области. Полный Кавалер ордена Трудовой Славы.

## Биография
Родился 22 мая 1928 года в Ленинградской области в многодетной крестьянской семье. Детство пришлось на военные годы. Рано приобщился к труду, помогал матери поднимать семью. Проблема выбора профессии перед Петровым не стояла: пошёл по отцовской линии. Окончив Лужскую школу механизаторов, до призыва в армию работал комбайнером в колхозе. Срочную службу отслужил на пограничной заставе.
В 1951 году вернулся в родные края, стал работать трактористом в МТС. В мае 1958 года был переведён в колхоз «Звезда». С февраля 1961 года трудился в совхозе «Лужский». Петров проявил себя знающим технику специалистом, бережно относился к эксплуатации механизмов, в сроки проводил профилактический уход. За время работы не было такого случая, чтобы он бросил недосеянное поле.
Больше всего Н. В. Петров преуспел в выращивании картофеля, стал признанным мастером среди картофелеводов области. Рачительно относился к земле, семенному фонду. Создал научно обоснованную систему ухода за посевами. Получал урожай более 100 центнеров картофеля с одного гектара. За этой высокой цифрой стоит большой напряженный труд в течение всего года.
Указами Президиума Верховного Совета СССР от 14 февраля 1975 года и 5 марта 1980 года Петров Николай Васильевич награждён орденами Трудовой Славы 3-й и 2-й степеней.
Свой третий орден получил за повышение урожайности картофеля со 135—150 центнеров с гектара до 200 центнеров. Предложил перевести звено на коллективный подряд. Повысилась ответственность каждого за конечный результат — урожай. Было сэкономлено много горючего, смазочных материалов, повышена эффективность работы техники.
Указом Президиума Верховного Совета СССР от 26 июня 1986 года награждён орденом Трудовой Славы 1-й степени. Стал полным кавалером ордена Трудовой Славы.
Проработал в сельском хозяйстве более 35 лет. В 1988 года вышел на заслуженный отдых.
Жил в деревне Нелаи Лужского района. В 2006 году по итогам конкурса «Ветеранское подворье» среди личных подсобных хозяйств Заклинского сельского поселения его участок был признан самым благоустроенным.

## Награды
Николай Васильевич Петров награждён:
- Орденами Трудовой Славы:
  - Первой степени № 151 (26 июня 1986 года),
  - Второй степени № 3303 (5 марта 1980 года),
  - Третей степени № 18354 (14 февраля 1975).
- Медалями.

## Память
В Луге, на Аллее Героев, установлена стела в портретом Николая Васильевича Петрова.